# 喬克洛科查湖
13°10′0″S 75°4′0″W / 13.16667°S 75.06667°W
喬克洛科查湖（西班牙語：Laguna Choclococha），是秘魯的湖泊，位於該國中南部萬卡韋利卡大區的卡斯特羅維雷納省和瓦伊塔拉省，處於奧爾科科查湖以東和卡拉科查湖以北，海拔高度4,521米。